# Свети Атанасий (Дихово)
Вижте пояснителната страница за други значения на Свети Атанасий.
Диховският манастир „Свети Атанасий“ или „Свети Атанас“ (на македонска литературна норма: „Свети Димитар“, „Свети Атанасиј“) е възрожденска православна църква край битолското село Дихово, Северна Македония. Църквата е под управлението на Преспанско-Пелагонийската епархия на Македонската православна църква – Охридска архиепископия.

## История
Манастирът функционира в ХVІ - ХVІІІ век. Предполага се, че е разрушен след 1785 година. Манастирът е споменат заедно със Стрежевския в Зографския поменикъ (1527—1728), отдел „Пелагония“.